# Simple is Best
「Simple is Best」（シンプル・イズ・ベスト）は、矢井田瞳の19枚目のシングル。2011年2月9日にユニバーサルシグマから発売された。

## 解説
出産による活動休止、レーベル移籍などを経て3年4ヶ月ぶりにリリースされたシングルで、インストゥルメンタルが収録されるのは今作が初である。更に今作からジャケットがそれぞれ異なる初回盤と通常盤が用意され、前者のみSimple is BestのPVを収録したDVDが同梱されている。

## 収録曲
（全編曲：村田昭）
CD
1. Simple is Best [3:50]
作詞・作曲：矢井田瞳
  - 読売テレビ系「情報ライブ ミヤネ屋」テーマソング

タイトルのSimple is Bestとは矢井田がデビュー当時からサインに添えて書き続けている座右の銘である[1]。
2011年1月に東京（渋谷）と大阪（難波）で行われた復活ライブで披露された。
2. わかんない（OT:Until Dawn） [3:32]
作詞：Sophie Zelmani・Lars Halapi・矢井田瞳、作曲：Sophie Zelmani・Lars Halapi
ソフィー・ゼルマーニのカバーである。過去のシングルに収録されたカバー曲と同様に、矢井田が日本語詞をつけて歌唱している。
3. Simple is Best（instrumental）
4. わかんない（OT:Until Dawn）（instrumental）

DVD（初回盤のみ）
1. Simple is Best　ミュージックビデオ

## 収録アルバム
| 曲名           | 収録アルバム      | 発売日        | 備考                  |
| -------------- | ----------------- | ------------- | --------------------- |
| Simple is Best | 『VIVID MOMENTS』 | 2011年5月18日 | 8thオリジナルアルバム |